# 1156
1156 (MCLVI) a fost un an bisect al calendarului iulian.

## Evenimente
- 2 februarie: Regele Henric al II-lea al Angliei (Plantagenet) ajunge la Rouen, pentru a depune omagiu de vasalitate față de regele Ludovic al VII-lea al Franței pentru Normandia, Aquitania, Poitou, Anjou, Maine și Touraine.
- 25 februarie: Musulmanii din Sfax, în Africa de nord, se revoltă împotriva dominației normanzilor veniți din regatul Siciliei; guvernatorul Omar orchestrează masacrarea creștinilor din oraș.

- 28 mai: În urma bătăliei de la Brindisi, regele Wilhelm al II-lea al Siciliei îi alungă pe bizantini din Apulia.

- 18 iunie: Tratatul de la Benevento; papa Adrian al IV-lea este nevoit să îl recunoască pe Wilhelm al II-lea ca rege al Siciliei, care la rîndul său recunoaște supremația papală.

- 10 iulie: Începe "rebeliunea Hogen" în Japonia.

- 17 septembrie: Dieta de la Ratisbona: Prin Privilegium Minus, Austria (marca de est) dinastiei Babenberg este ridicată la rangul de ducat și devine independentă față de Bavaria; proaspătul duce, Henric al II-lea "Jasomirgott" își mută capitala la Viena; în cadrul aceleiași reuniuni, Henric Leul este recunoscut de către împăratul Frederic Barbarossa ca duce al Bavariei.

- 25 decembrie: În drum spre biserică pentru a participa la ceremonia de Crăciun, regele Sverker "cel Bătrân" al Suediei este asasinat, iar tronul revine rivalului său, Erik Jedvardsson (ca Erik al IX-lea).

### Nedatate
- octombrie-noiembrie: Capturat de către turcii oguzi din 1153, sultanul selgiucid Sanjar din Horasan reușește să scape din închisoarea acestora.
- Căderea orașului toltec Tula; supraviețuitorii invadează teritoriul mayașilor din Yucatan, fiind treptat absorbiți cultural de către aceștia.
- Este fondat Kremlinul din Moscova, extins de prințul Dolgoruki.
- Izbucnește o rebeliune împotriva regelui Wilhelm al II-lea al Siciliei, fapt de care împăratul bizantin Manuel I Comnen profită și, încurajat și de papa Adrian al IV-lea, invadează Apulia; regele normand reprimă revolta și încorporează principatul de Capua în regatul său.
- În Spania, este fondat ordinul San Julian del Pereiro (mai târziu, din 1218, ordinul de Alcantara).
- Orașul german Worms obține dreptul de a-și alege proprii consilieri și judecători.
- Prima mențiune documentară a orașului Arad.
- Renaud de Châtillon, principe de Antiohia, și conducătorul armean Thoros I îi atacă pe bizantini și pradă Ciprul, pe motiv neplății de către împăratul Manuel I Comnen a unei datorii; refuzând la participarea la expediția din Cipru, patriarhul de Ierusalim este aruncat în închisoare. Înainte de a părăsi insula, Renaud taie nasul mai multor preoți și călugări greci.

## Arte, Știință, Literatură și Filozofie
- Apariția serviciilor bancare în Italia de nord.
- Călugărul Berthold de Calabria întemeiază un chiostru pe muntele Carmel din Palestina, stând la originea Ordinului carmelitelor.
- La Universitatea din Bologna se deschide o școală de medicină.

## Înscăunări
- 30 iulie: Il-Arslan, șah de Horezm (1156-1172)
- 25 decembrie: Erik al IX-lea Jedvarsson, rege al Suediei (1156-1160)
- Roderic O'Connor, rege al Irlandei în Connaught (1156-1186)

## Nașteri
- 27 octombrie: Raymond al VI-lea, conte de Toulouse și trubadur (d. 1222).
- Isaac al II-lea Angelos, împărat al Bizanțului (d. 1204).
- Magnus al V-lea, rege al Norvegiei (d. 1184).
- Minamoto no Noriyori, general japonez (d. 1193).

## Decese
- 20 ianuarie: Episcopul Henric, sfântul patron al Finlandei (n. ?)
- 20 iulie: Toba, 52 ani, împărat al Japoniei (n. 1103)
- 30 iulie: Ala ad-Dîn Atsiz, șah de Horezm (n. ?)
- 17 octombrie: Andre de Montbard, mare maestru al Ordinului templierilor (n. ?)
- 25 decembrie: Petru Venerabilul, 63 ani, abate benedictin de Cluny (n. 1092)
- 25 decembrie: Sverker I cel Bătrân (Sverker den äldre), 55 ani, rege al Suediei (n.c. 1100)

### Nedatate
- aprilie: Guillaume al IX-lea, conte de Poitiers (n. 1153)
- Demetrius I, rege al Georgiei (n. 1093)
- Domenico Morosini, doge al Veneției (n. ?)
- Hoel al III-lea, duce de Bretagne (n. ?)
- Masud I, sultan selgiucid de Rum (n. ?)
- Mihail Paleolog, general bizantin (n. ?)
- Minamoto no Taneyoshi, general japonez (n. 1096)